# Hahnengrün
Hahnengrün ist ein Gemeindeteil der Gemeinde Kirchenpingarten im Landkreis Bayreuth (Oberfranken, Bayern). Hahnengrün liegt in der Gemarkung Kirchenpingarten. Hahnengrün hatte 2007 13 Einwohner.

## Geografie
Beim Weiler entspringt der Hahnenbach, einem linken Zufluss des Heinersbachs. Er ist allseits von bewaldeten Anhöhen des Fichtelgebirges umgeben, im Süden ist es der Schieferberg an (722 m ü. NHN) im Nordwesten der Gänskopf (743 m ü. NHN). Ein Anliegerweg führt etwa einen Kilometer südwestlich zu einer Gemeindeverbindungsstraße, die von Muckenreuth im Norden nach Eckartsreuth im Süden verläuft.

## Geschichte
Hahnengrün wurde 1692 erstmals urkundlich erwähnt. Der Ort lag im Fraischbezirk des oberpfälzischen Landrichteramtes Waldeck-Kemnath. Die Grundherrschaft übte ursprünglich das Rittergut Weidenberg, Oberes Schloss aus, ein Markgräfliches Lehen. 1606 waren dies 2 Sölden. 1745 wurde das Rittergut vom Fürstentum Bayreuth gekauft, die in der Oberpfalz liegenden Orte wurden zeitgleich an das Rittergut Reislas abgegeben. Der ehemals oberschlössische Grundbesitz bestand aus drei Anwesen (Hirschenhaus mit 1⁄8 Hoffuß, Weberhaus und Unterhaus mit je 1⁄16) mit 4 Inwohnern.
Mit dem Gemeindeedikt wurde Hahnengrün dem 1808 gebildeten Steuerdistrikt Kirchenpingarten und der 1818 gebildeten Ruralgemeinde Kirchenpingarten zugewiesen.

## Freizeit
Ein Ziel für Touristen ist die Gänskopfhütte, eine Unterkunftshütte des Fichtelgebirgsvereins, Ortsgruppe Weidenberg. Wandern im Sommer und Langlaufen im Winter kann man im Wald oberhalb von Hahnengrün bis nach Mehlmeisel.

## Sonstiges
Die Rekordschneehöhe in Hahnengrün betrug im Winter 2005/2006 3,7 Meter.